# 국립제천치유의숲
국립제천치유의숲은 숲과 함께 국민행복을 키우기 위하여 국민에게 산림복지서비스를 제공하는 산림청 산하 한국산림복지진흥원이 운영하는 산림복지시설이다.
- 위치: 충청북도 제천시 청풍면 학현소야로 590
- 요시설: 치유센터, 치유숲길 4곳, 약초원, 전망대 등